# Шверін
Швері́н, Звірин, Зверін (в.-луж. Zwěrin, н.-луж. Zwěrin; чеськ. Zvěřín; серб. Шверин; ниж.-нім. Swerin; лат. Zuarina, Suerinum, Squirsina; нім. Schwerin) — місто в Німеччині, адміністративний центр федеральної землі Мекленбург-Передня Померанія.
Місто розташоване серед системи озер та ставків, головним із яких є Шверінське озеро.

## Історія
Як свідчить хроніка міста Мерзебурга (Thietmars von Merseburg), Шверін виник поблизу зруйнованого 1018 року слов'янського (ободритського) укріплення Зверін (Zuarin, в.-луж. Zwěrin) у 1160 році за велінням Генріха Льва, ставши при цьому першим містом на відвойованій у слов'ян території.

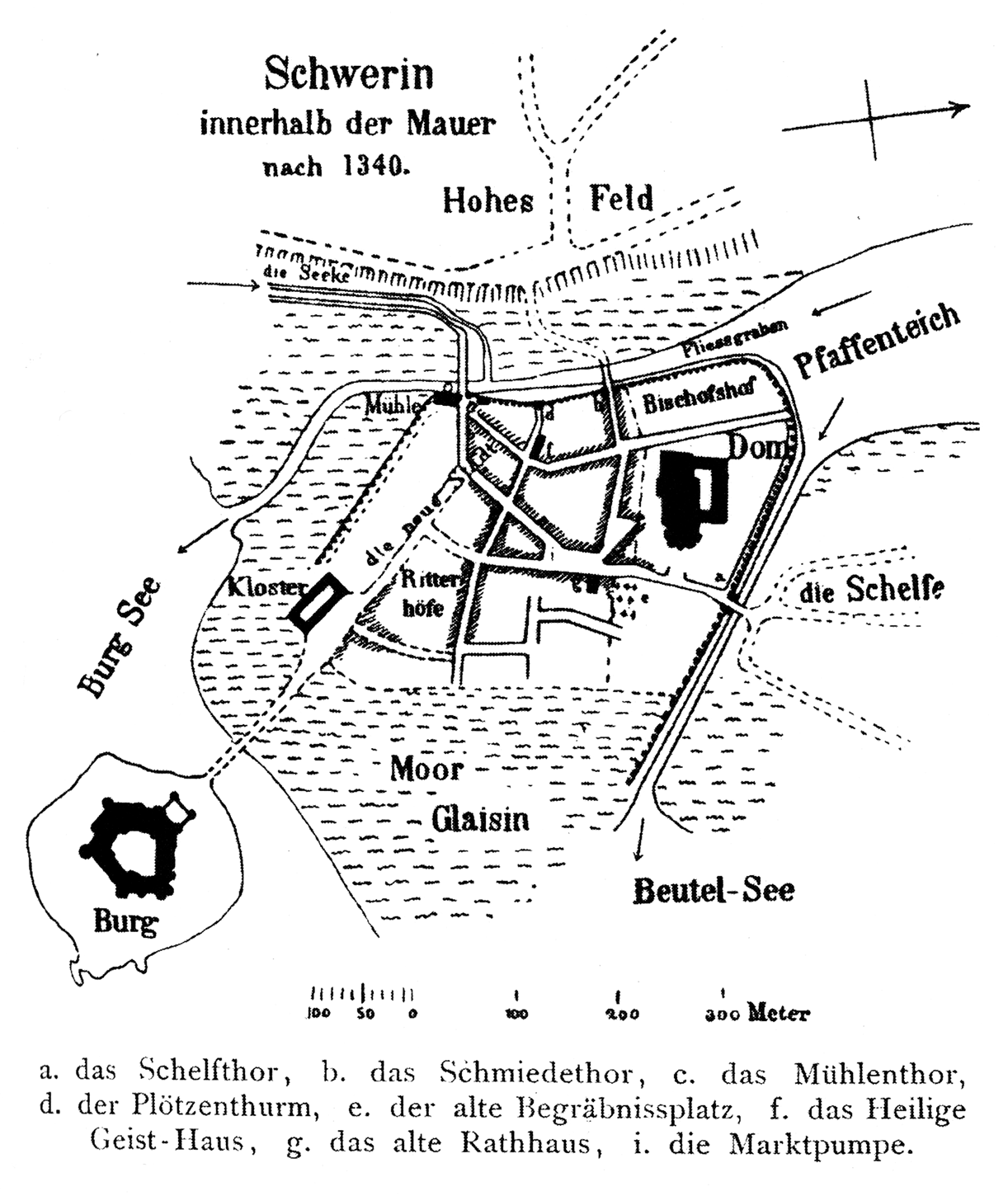
Шверін у XIV сторіччі

Протягом 1167—1648 років місто було резиденцією єпископа та духовним осередком усього регіону.
У 1358 році герцог Мекленбурга Альбрехт Другий отримав у спадок місто, що мало право бути місцем резиденції графа й оселився в за́мку, який за виключенням двох перерв, правив за місце перебування герцогів Мекленбурзьких аж до 1918 року. Так, у 1628—1631 роки герцоги були змушені покинути свій родовий замок у покарання за їхні союзницькі відносини з Данією, а в 1756—1837 роки їхня резиденція містилася в Людвігслюсті.
У XVI столітті місто було відоме як «Північна Флоренція».
З 1701 року Шверін був столицею Мекленбург-Шверінського герцогства, яке 1815 року отримало статус великого герцогства

## Пам'ятки та музеї

### Шверінський замок

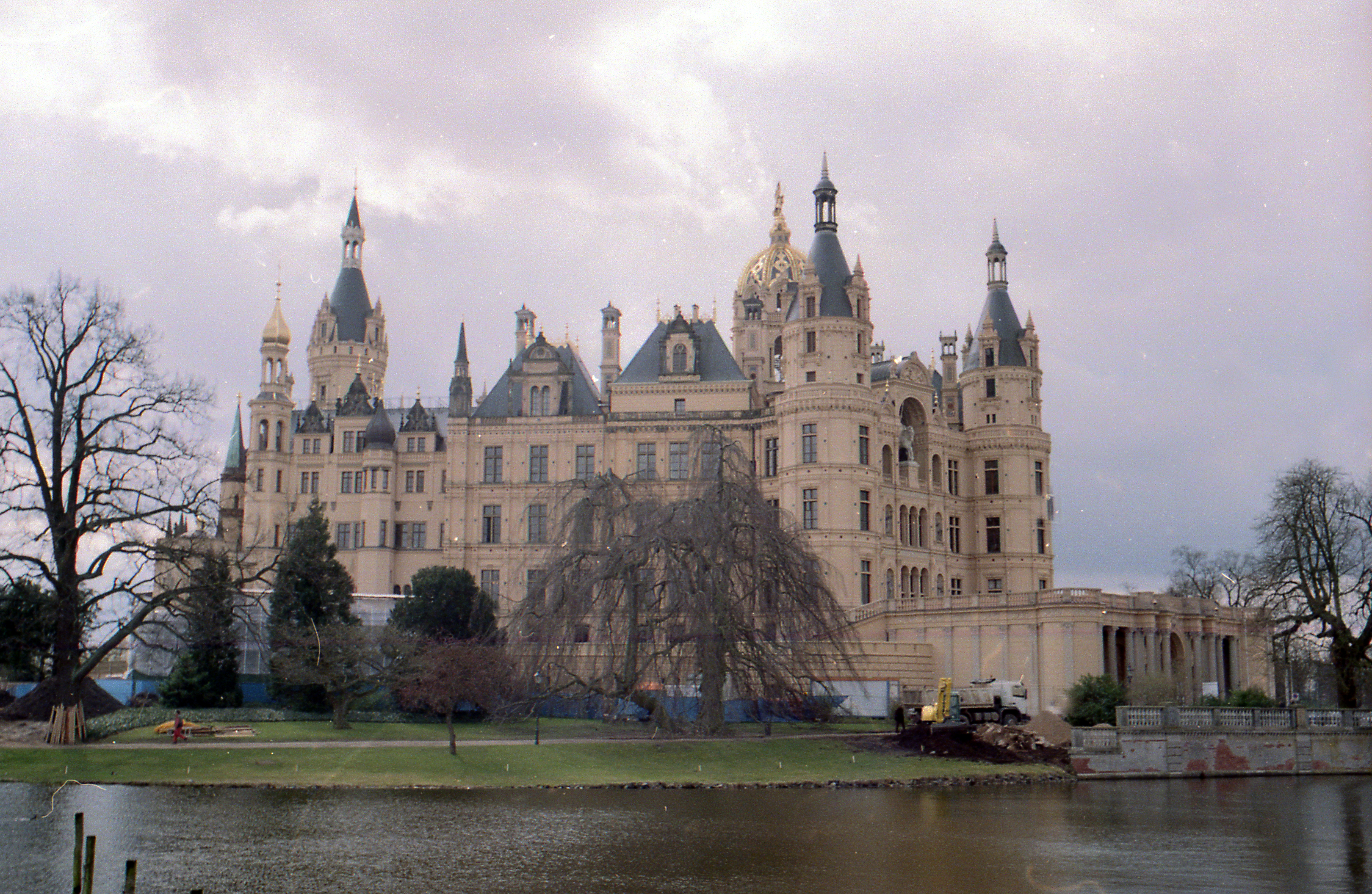
Шверінський замок

Шверінський замок зведений на острові на місці старішої будівлі. Споруда являє собою в плані неправильний п'ятикутник, утворений п'ятьма флігелями, і вважається найвідомішою в місті.
Сучасний вигляд замок отримав у 1845—1857 роки. Перед цим герцог Фрідріх Франц Другий вислав свого придворного архітектора Георга Адольфа Деммлера, уже відомого своїми роботами в місті, здійснюваними починаючи від 1825 року, та будівничого Германа Віллебранда у відрядження до Англії та Франції. Вони вирушили 1844 року, і отримали найсильніші враження від замку Шамбор на Луарі, риси якого можна убачити і у Шверінському замку. Взагалі ж Шверінський замок архітектурно є сумішшю різноманітних стилів, відтак являючи чи не найкращий зразок модного в той час узагальненого стилю історизм.
За задумом Готфріда Земпера будівля повинна була мати головну, 70-метрову башту. 1851 року архітектор будівлі Деммлер вимушений був усунутись на деякий час від роботи (з політичних мотивів), і його працю продовжив Фрідріх Август Штюлер. На зверненому до замкового саду фасаді замку він зробив глибоку нішу, в яку помістив кінну статую слов'янського князя Ніклота, підступно вбитого у битві. Статую виготовив Христіян Геншоу.
26 травня 1857 року герцог і герцогиня Макленбурзькі з великою помпою в'їхали у свою нову резиденцію.
Перед флігелем, що виходить на Замкове озеро, 1935 року було встановлено скульптуру, Великого герцога Пауля Фрідріха, виконану ще 1849 року Христіаном Даніелем Раухом.
У теперішній час деякі з приміщень замкового комплексу у Шверіні зайняті місцевим ландтагом. У решті будівель — функціонують музейні експозиції.

### Палацовий сад
Палацовий сад вважається видатним зразком садово-паркового мистецтва, однією з пам'яток загальнодержавного культурного значення Німеччини. Парк створено прусським королівським директором парків Петером Йосифом Ленне. Після останньої реконструкції сад знову відкритий для відвідування в 2001 році.
На території Парку:
- Шельфова церква;
- Церква Пауля;
- будівлі архітектора Г. А. Деммлера;
- Ратуша

### Музей

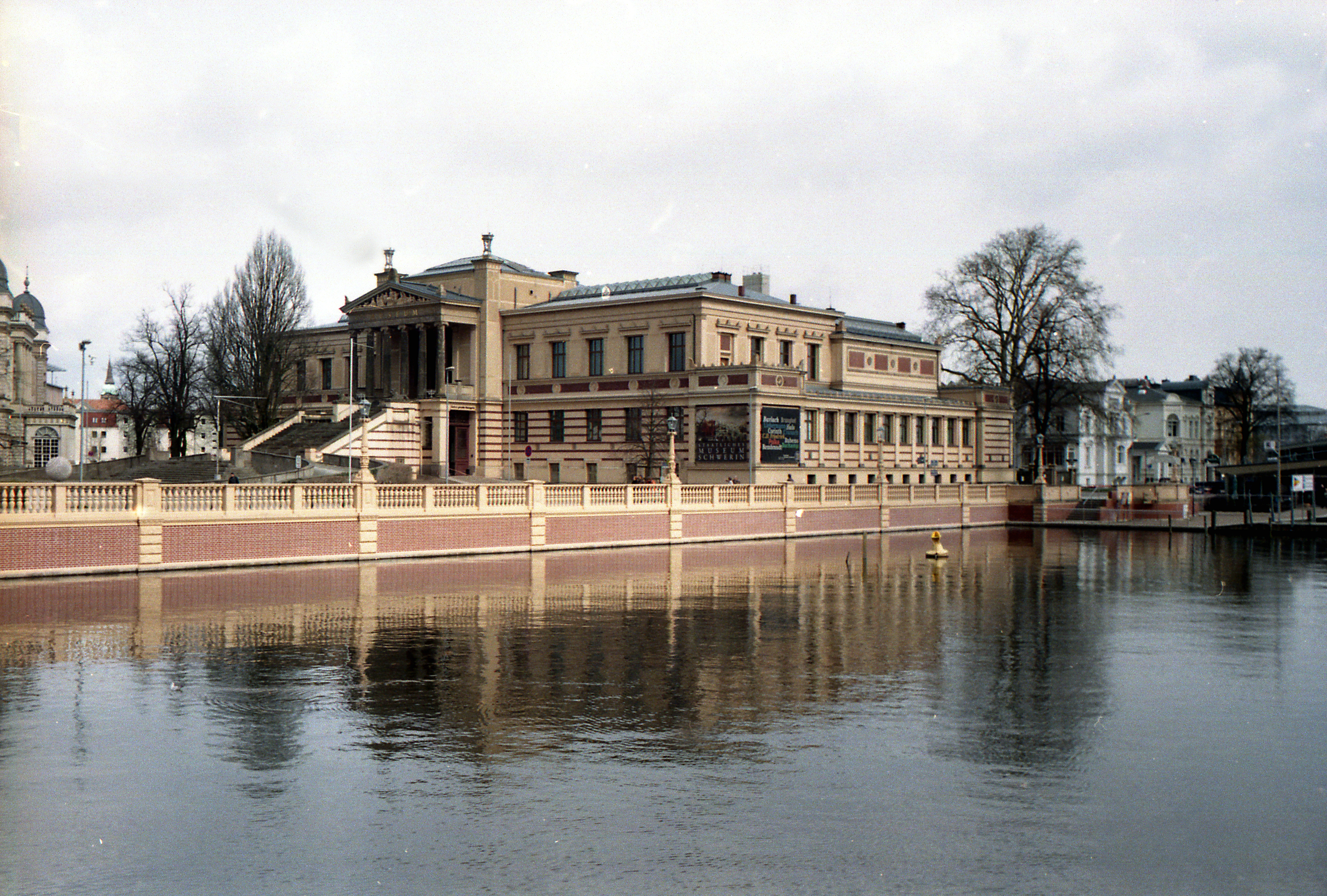
Музей

Будівлю музею збудовано Германом Віллібрандом у пізньому класицизмі на місці розпочатого Деммлером герцогського палацу, і вона являє собою споруду з монументальними сходами й портиком, утвореним іонічними колонами.
Колекція цього музею бере початок від колишнього Музею Великого герцога (1877—1882). Музейне зібрання було розширено в 1901—1902 роках. Нині музей є складовою Державного Музею міста Шверіна.

### Мекленбурзький державний театр

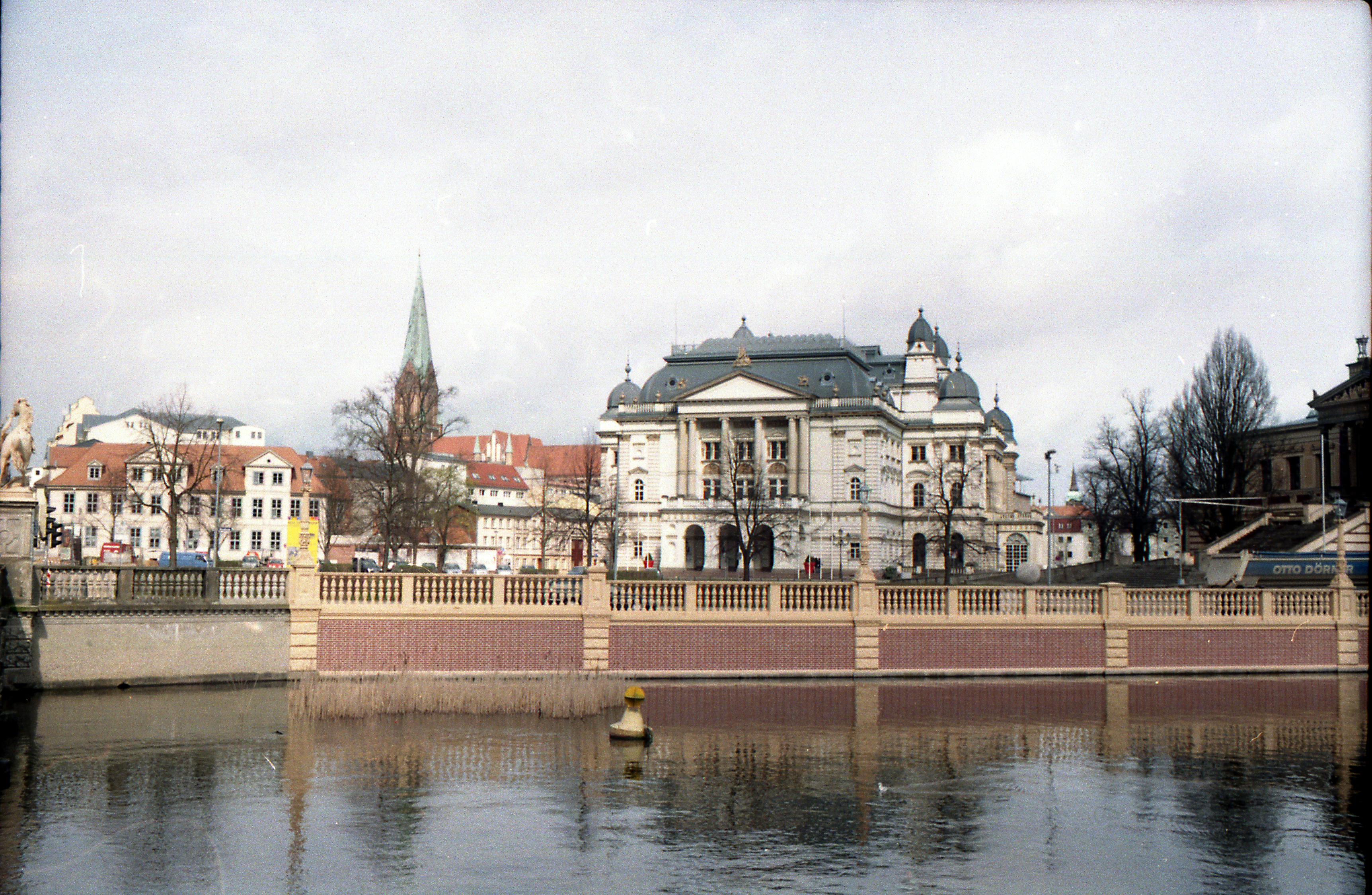
Державний театр. На задньому тлі — вежа собору

Шверін багатий на театральні традиції. Влітку просто неба в місті, переважно на території палацового комплексу, відбуваються масштабні постановки опер.
Будівля Мекленбурзького державного театру з його монументальним центральним ризалітом розташована на місці згорілої споруди авторства Деммлера. Цей будинок звів Георг Даніель у 1883—1885 роках у стилі неоренесансу.

### Шверінський кафедральний собор
Сучасна будівля кафедрального собору Шверіна є 3-ю за ліком культовою спорудою на цьому місці.
1228 року тут було освячено романську базиліку, від якої зберігся лише парадний портал біля південного бічного нефу.

## Відомі люди
- Єлизавета Мекленбург-Шверінська (1869—1955) — принцеса Мекленбург-Шверінська
- Вільгельм Фрідріх Лепер (1883—1935) — партійний діяч НСДАП, групенфюрер СС
- Марія Бард (1900—1944) — німецька акторка німого кіно

## Галерея

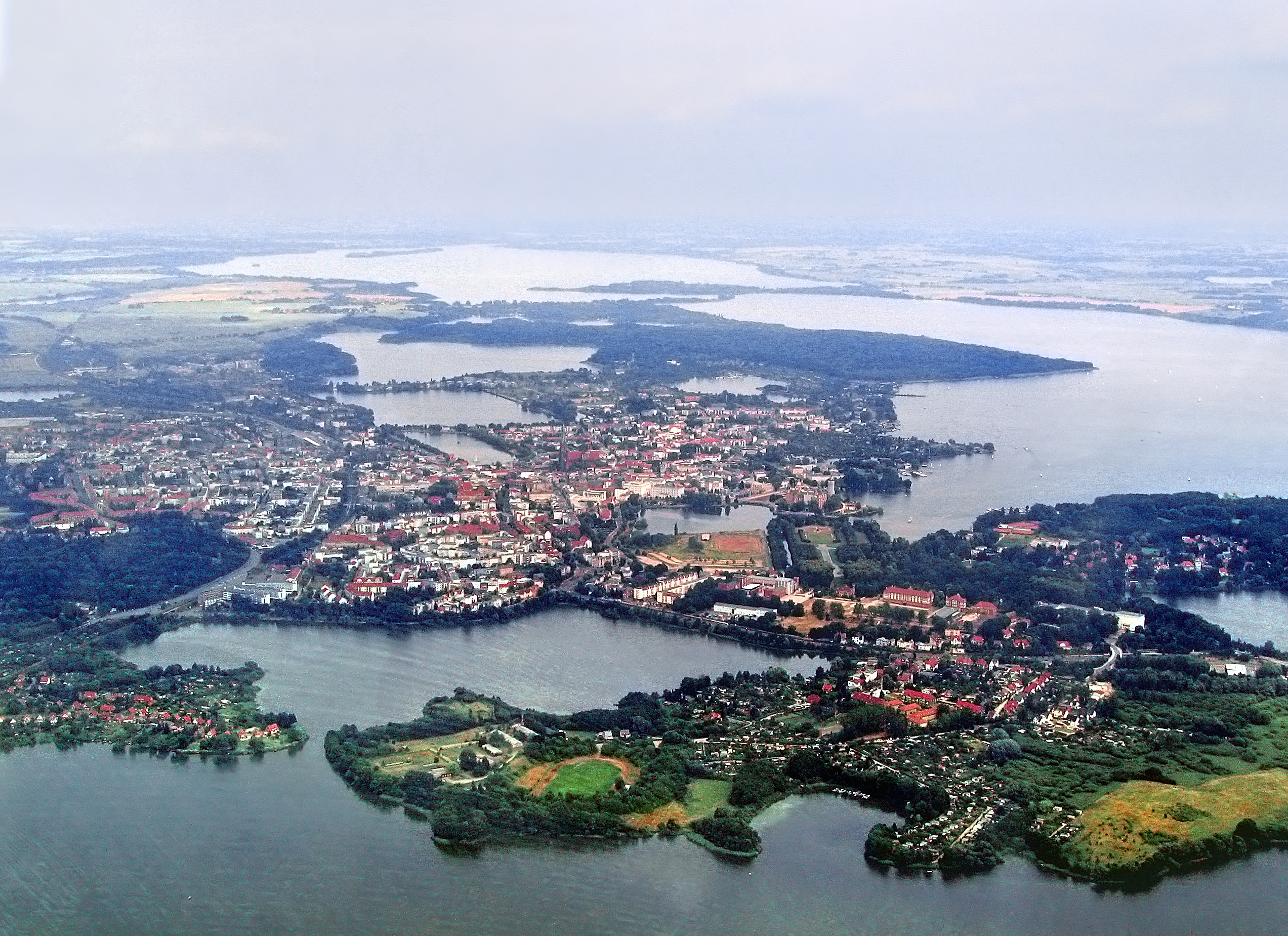
Аерознімок Шверіна
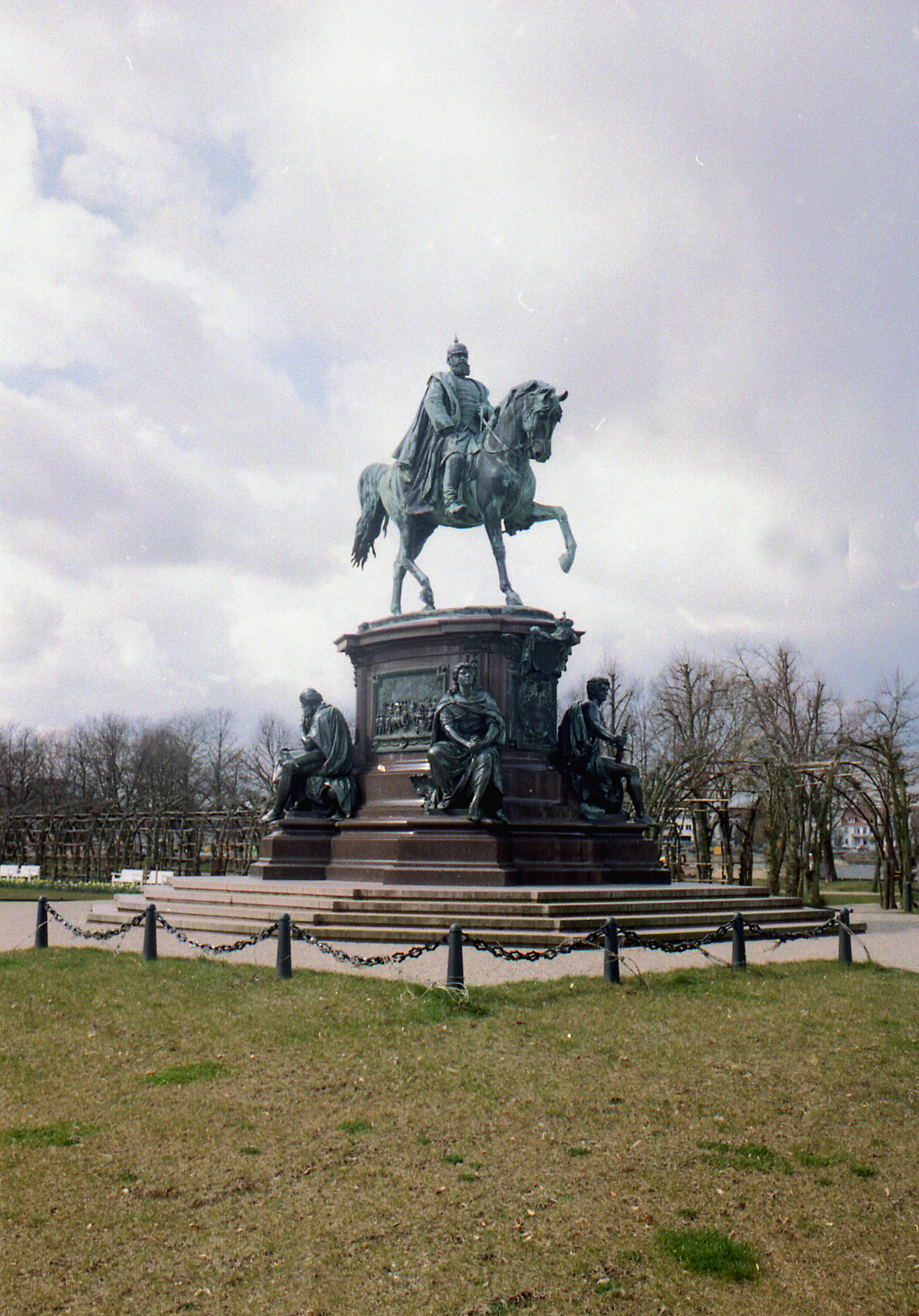
Пам'ятник Фрідріху Францу II
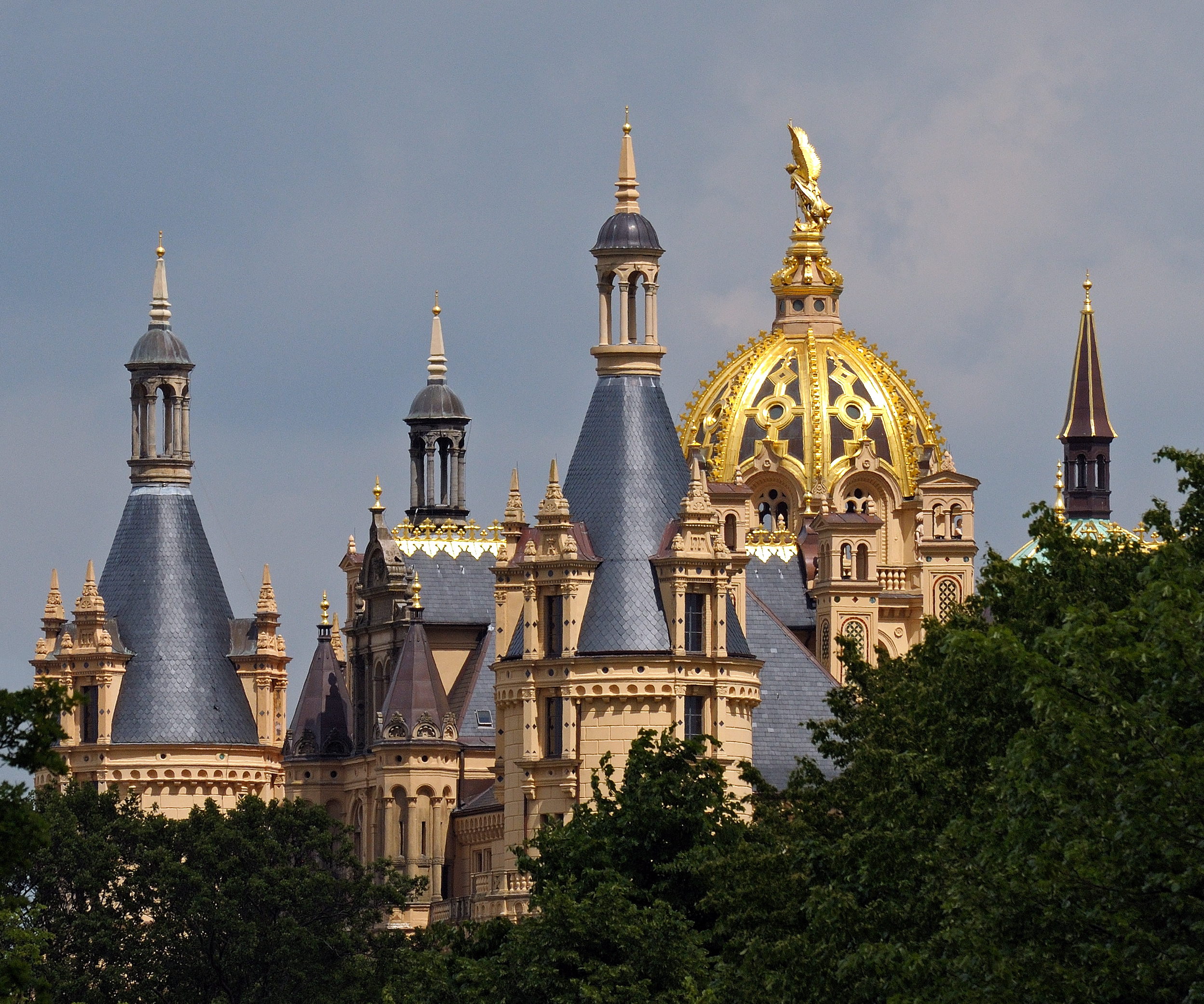
Башти Шверінського замку
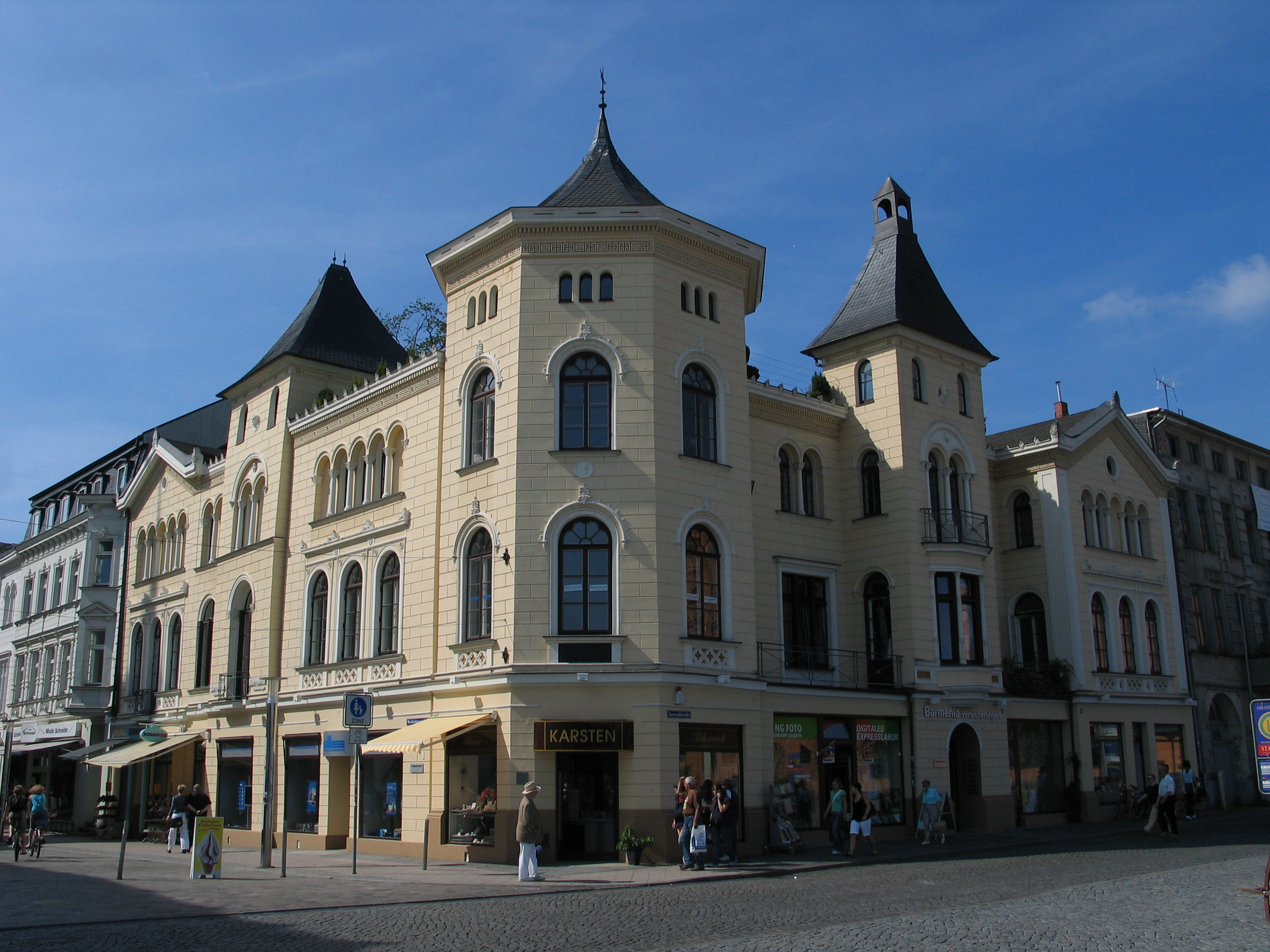
Будинок Деммлера
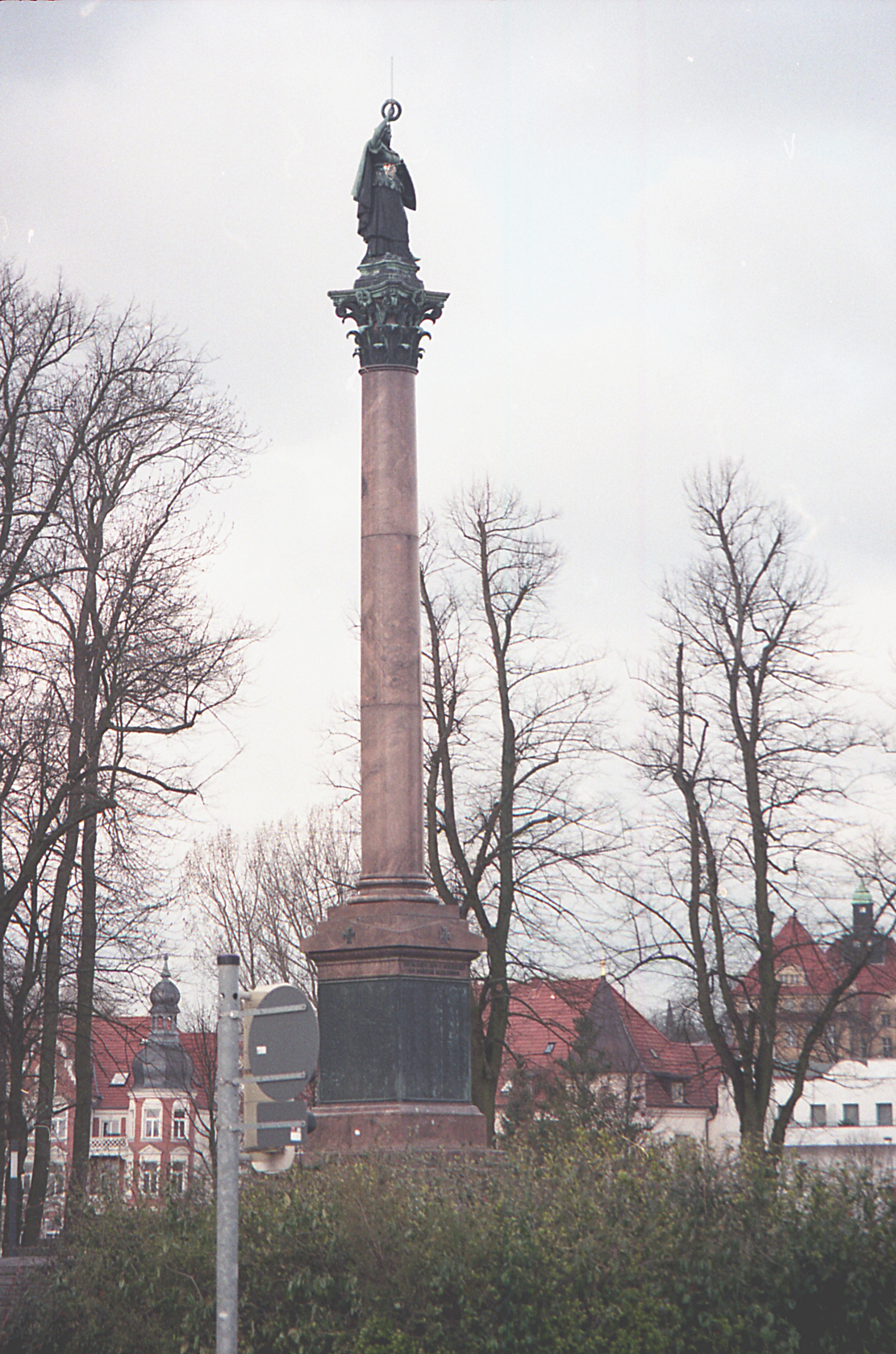
Пам'ятник Франко-Пруській війні 1870-71 рр.
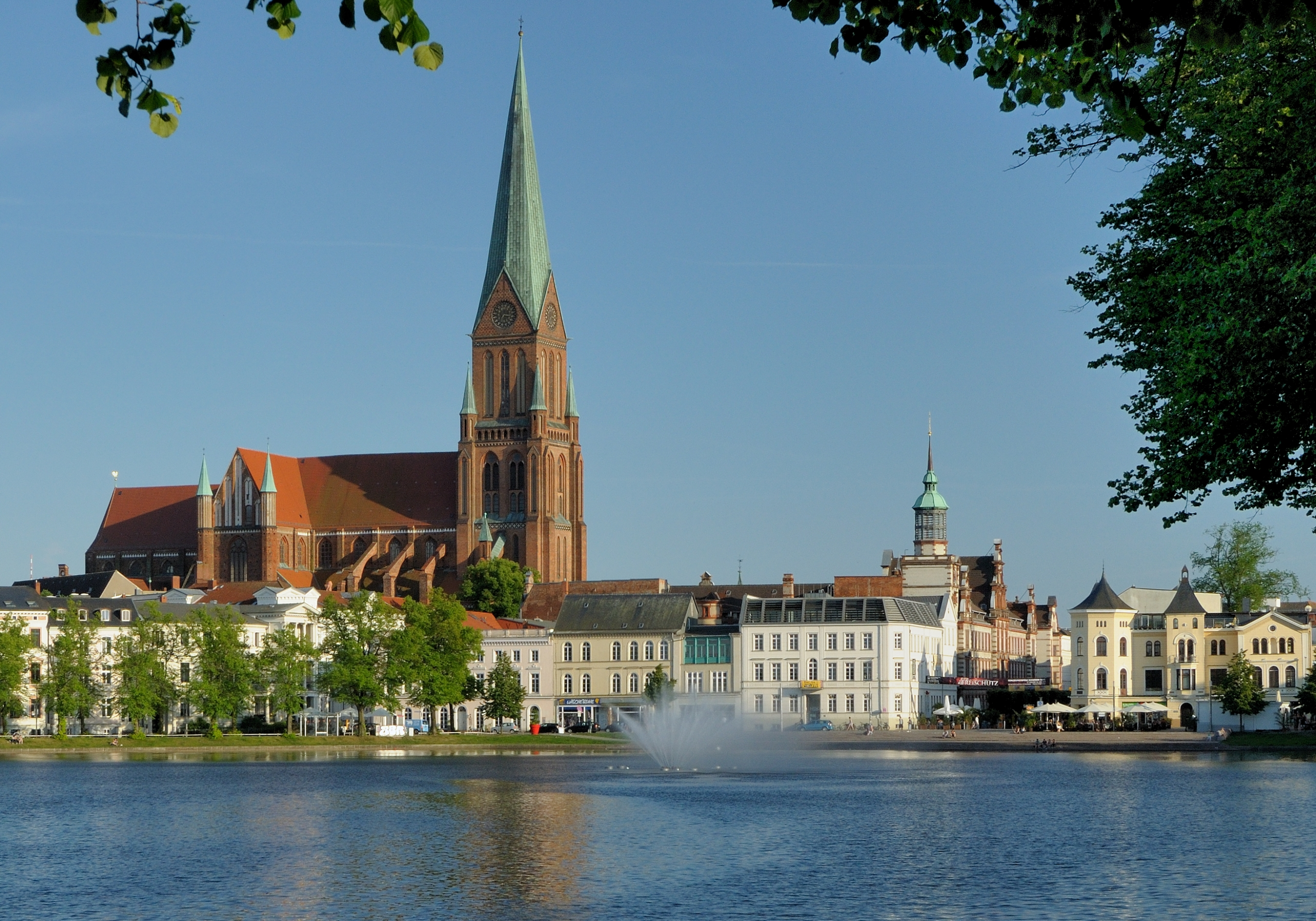
Собор Св. Марії і Св. Іоана
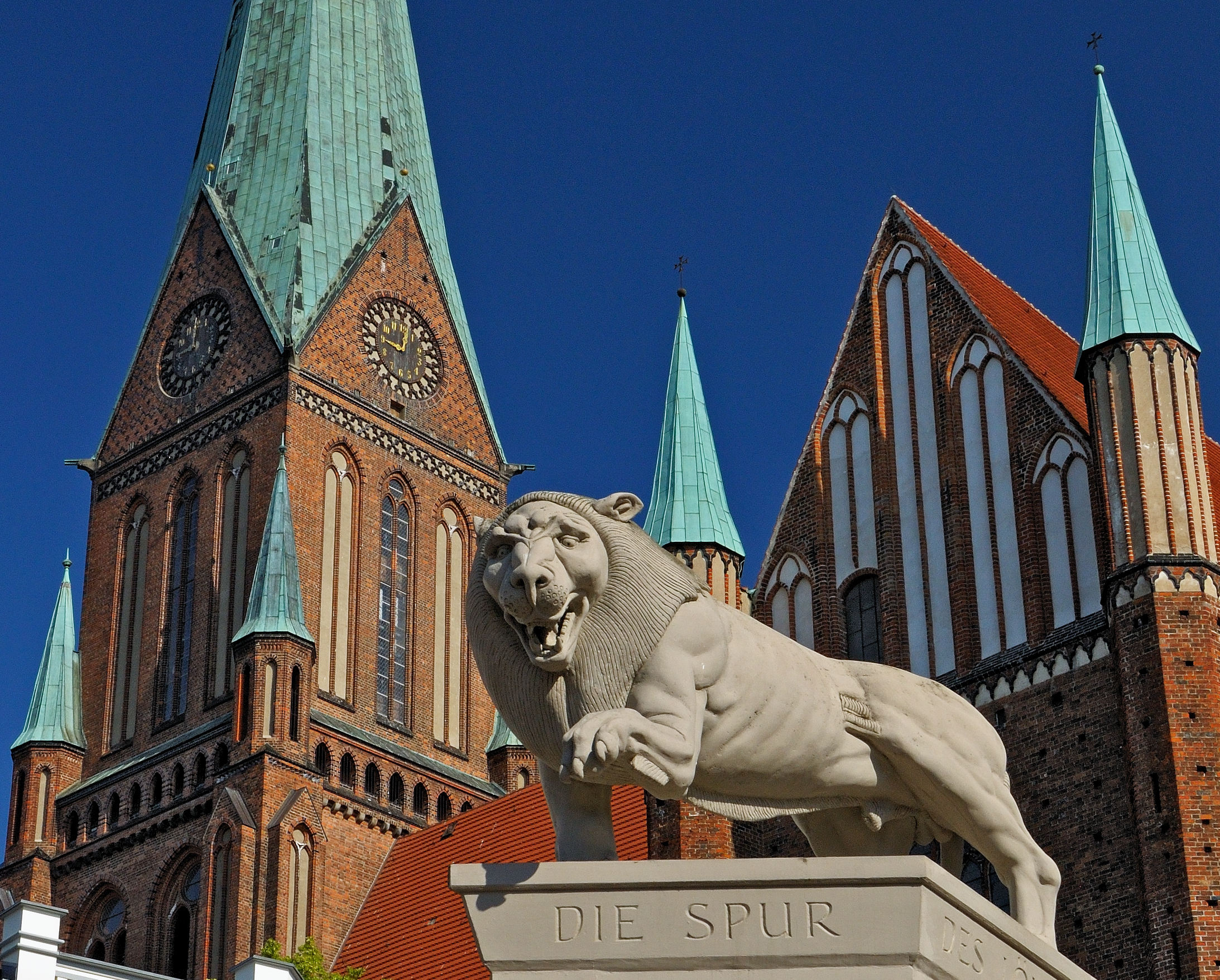
Пам'ятник Генріху Леву
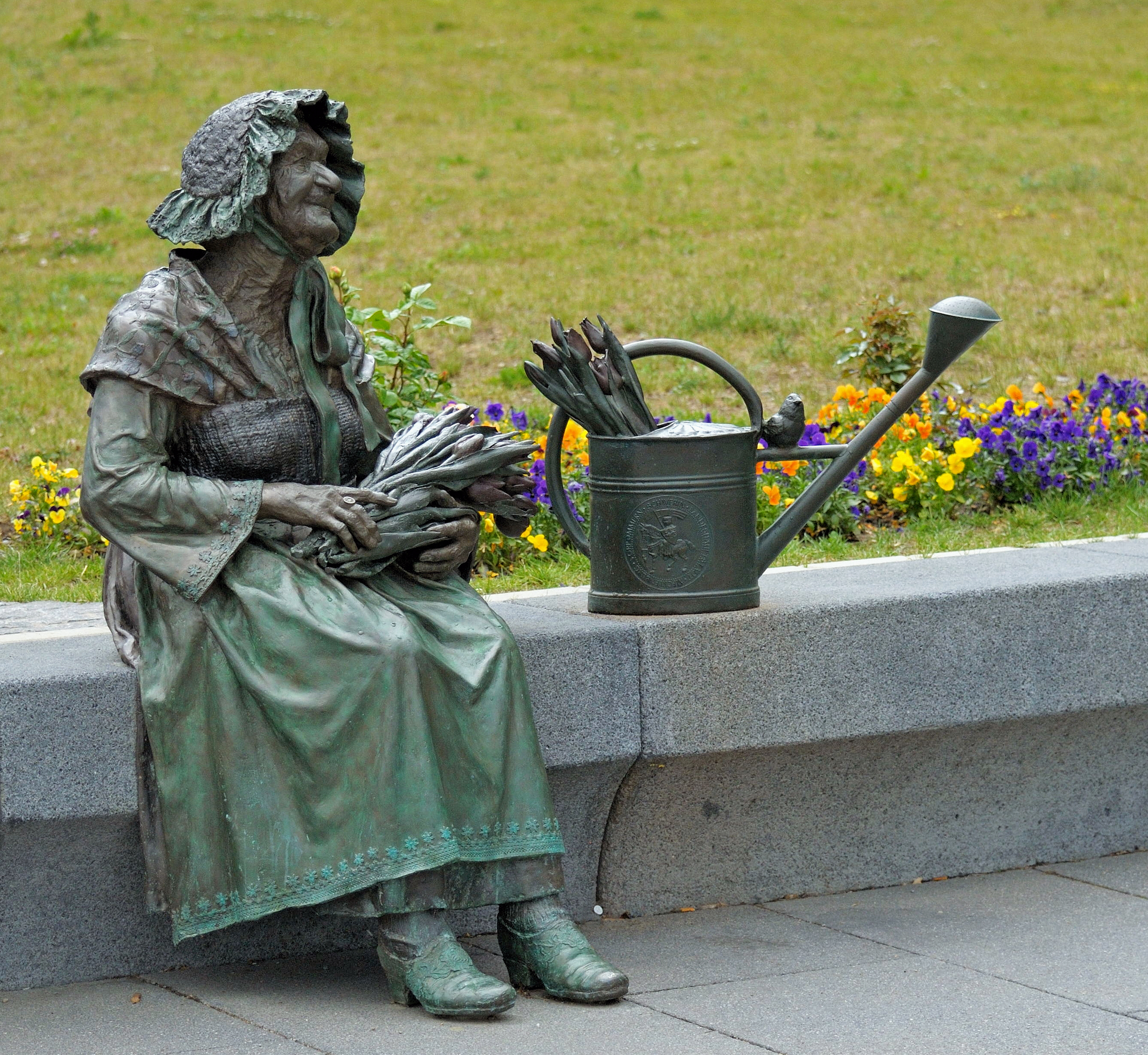
Пам'ятник Берті Клінгберг
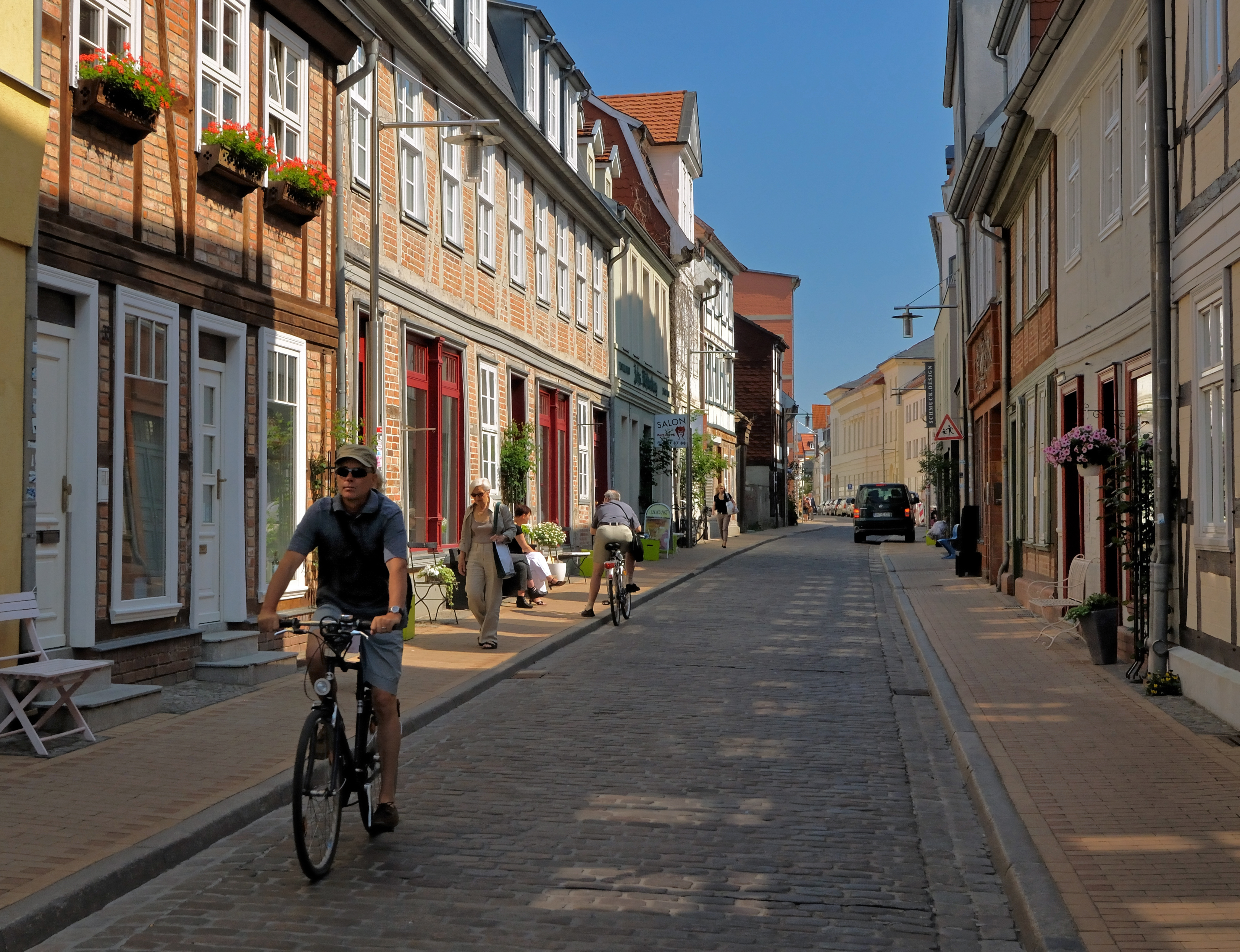
Вулиця у старому місті
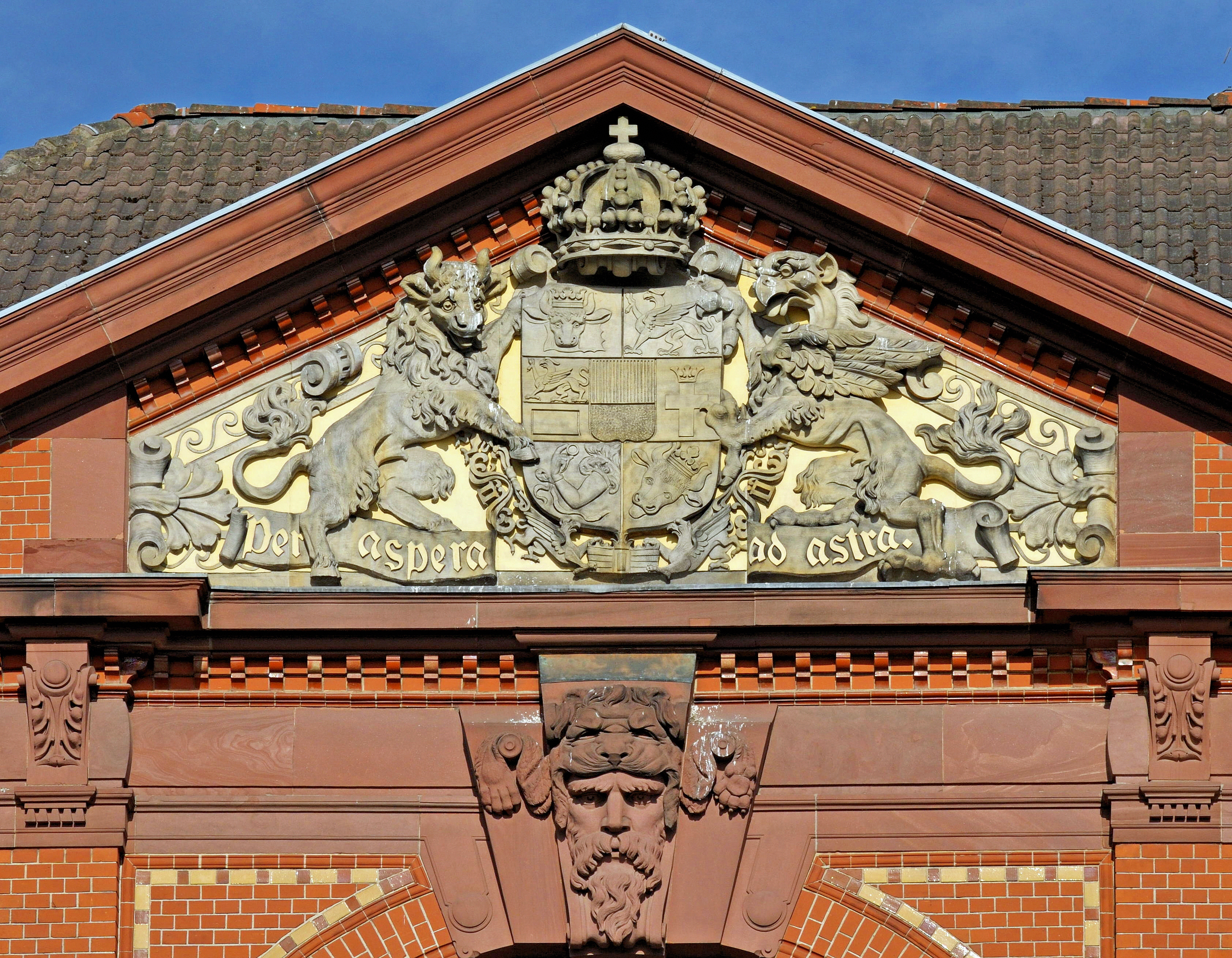
Фронтон будівлі Управління залізниць